# Priveq Investment
Priveq Investment är ett svenskt investmentbolag med bas i Stockholm, grundat 1983. 
Priveq Investment har sitt ursprung i Skandia Investment, som startades 1983 för att investera i små och medelstora onoterade företag. 1998 blev företaget fristående under det nuvarande namnet. Affärsidén är att skapa värde genom långsiktiga investeringar och aktivt ägarskap i onoterade tillväxtföretag. Sedan 1983 har företaget förvaltat över sex miljarder SEK i fem fonder (2018). Investerare i Priveq Investments fonder är bland andra Fjärde AP-fonden, Handelsbanken Liv, KF Invest, Skandia Liv, Tredje AP-fonden och Telia Pensionsstiftelse. Sedan 2011 tillåts även utländska investerare. Sedan starten 1983 har Priveq Investment genomfört över 100 investeringar och varit med om att ta 25 bolag till en börsnotering. 
Priveq Investment har medverkat till att utveckla flera av Sveriges tillväxtföretag däribland Carema, Hemtex, Strålfors, Nefab och NovAseptic.